# 游厝
游厝，是臺灣嘉義縣溪口鄉的一個傳統地域名稱，位於該鄉北端。相較於今日行政區，其範圍大致包括游東村、游西村。

## 歷史
台灣日治初期，游厝地區為一（舊制）街庄，稱為「游厝庄」，隸屬於打貓北堡。昔日該庄西及西北與舊庄為鄰，東北與大埤頭庄為鄰，東南邊隔到孔山溪（今華興溪）與排仔路庄為界，南邊及西南邊隔三疊溪與頂坪庄、雙溪口庄為界。
1901年（日治明治三十四年）11月，全台設置二十廳，該庄隸屬於斗六廳。1903年（明治三十六年）6月，該庄編入「大埤頭區」，隸屬於斗六廳。1909年（明治四十二年）10月，合併二十廳為十二廳，大埤頭區改隸屬於嘉義廳。1920年（大正九年），廢十二廳改設五州二廳，該庄改制為「游厝」大字，隸屬於臺南州嘉義郡溪口庄（新制街庄）。
戰後溪口庄改制為溪口鄉，隸屬於臺南縣，大字亦改制為村。1950年雲、嘉、南分治，溪口鄉改隸屬於嘉義縣。

## 聚落
本地區發展較早的聚落有牛埔藔、游厝、米粉宮、潭(月斗)藔（潭肚寮）等，在日治期初期的官方地圖上已有記載。此外，本地區尚有竹圍子聚落。

## 交通
縣道157號是雲林縣斗南鎮斗南至嘉義縣布袋鎮過溝的道路，經過本地區牛埔藔、游厝、米粉宮三個聚落。由該道路東北行可前往雲林縣大埤鄉、大埤鄉/斗南鎮邊界，並止於斗南市區南郊的省道台1線路口；西南行可前往溪口鄉溪口市區、新港鄉、六腳鄉、朴子市、東石鄉東南端、布袋鎮北部的過溝，並止於省道台17線路口。
鄉道嘉176線是西鎮（實際起點在三塊厝聚落附近的縣界）至游厝的道路，續西行可銜接雲林縣鄉道雲176線（三塊厝～游厝）。
鄉道嘉177線是西鎮至米粉宮的道路，續北行可銜接雲林縣鄉道雲177線（舊庄～米粉宮）。
鄉道嘉180線是牛埔寮至柳樹腳（此為全線終點，本線終點在前寮聚落附近的縣界）的道路，續東行可銜接雲林縣鄉道雲180線（牛埔寮～柳樹腳）。
雲林縣鄉道雲173線是土庫至牛埔寮的道路，其終點在本地區聚落牛埔寮北郊、縣界上的縣道157號路口，且終點前的一大段路線位於縣界上。

## 學校
- 溪口國小游東分校(已廢校)